# Agapovskij rajon
L'Agapovskij rajon (in russo Агаповский район?) è un rajon dell'Oblast' di Čeljabinsk, nella Siberia occidentale; il capoluogo è Agapovka.